# Eucereon marcata
Eucereon marcata là một loài bướm đêm thuộc phân họ Arctiinae, họ Erebidae.